# Arnold Belkin
Arnold Belkin (* 9. Dezember 1930 in Calgary, Alberta; † 3. Juli 1992 in Mexiko-Stadt) war ein in Kanada geborener, später in Mexiko lebender Maler und Grafiker, der auch Kostüme für Theater und Ballett entwarf.

## Biografie
Belkins Vater war Russe, seine Mutter Engländerin, beide jüdischen Glaubens. Als Jugendlicher besuchte er das Emily Carr Institute of Art and Design in Vancouver.
Begeistert von den mexikanischen Murales-Künstlern, ging er 1948 nach Mexiko-Stadt, um dort Diego Rivera, José Clemente Orozco und David Alfaro Siqueiros persönlich kennenzulernen. Hier besuchte er die Escuela Nacional de Pintura, Escultura y Grabado „La Esmeralda“ (ENPEG), wo er unter anderem bei Agustín Lazo und Carlos Orozco lernte. Bereits 1950 malte er am Instituto Politécnico Nacional sein erstes Wandbild „!El Pueblo no quiere la Guerra!“ (span. für „Das Volk will den Krieg nicht“), das später aber zerstört wurde. Er lernte Alfaro Siqueiros kennen, mit dem er über die Zusammenarbeit an dessen Wandbildern „Patricios y Patricidas“ („Patrizier und Patrizierinnen“) und „Cuauhtémoc“ (im Palacio de Bellas Artes) hinaus auch befreundet war. 1952 fand seine erste Einzelausstellung statt. Bei Lola Cueto erlernte er die Metallgravur sowie an der Grafikschule Escuela de Artes del Libro die Druckkunst und arbeitete auch mit Guillermo Silva Sanz de Santamaría zusammen. 1956 malte er am Continental Hilton Hotel das Bild „La Bahía de Acapulco“ („Die Bucht von Acapulco“), das bei einem Erdbeben ebenfalls zerstört wurde. Ebenfalls 1956 wurde er Professor für Wandmaltechniken an der Universidad de las Américas. 1957 entstand in Cuernavaca „Escenas de Don Quijote“ („Szenen Don Quijotes“), 1959 sein transportables Wandbild zum Warschauer Ghettoaufstand und von 1960 bis 1961 komplettierte er „Todos somos culpables“ („Alle sind schuldig“) in der Justizvollzugsanstalt der mexikanischen Hauptstadt. Gemeinsam mit Francisco Icaza, Francisco Corzas, José Luis Cuevas, Rafael Coronel, Leonel Góngora und Nacho López gründete er die Künstlergruppe „Nueva Presencia“. 1963 stellte er in der Zora Gallery in Los Angeles aus und zählte neben Siqueiros, Icaza, und Tamayo zu den mexikanischen Vertreter bei der International Award Exhibition im Solomon R. Guggenheim Museum, New York. Danach malte er, der bis dahin eher figurativ malte, überwiegend abstrakt. 1966 malte er „Las Festividades judías“ („Die jüdischen Feste“) in der Synagoge Kehila Ashkenazi de México, Mexiko-Stadt. Zwei Jahre danach ging er nach Europa und befasste sich dort mit der Freskenmalerei der europäischen Altmeister.

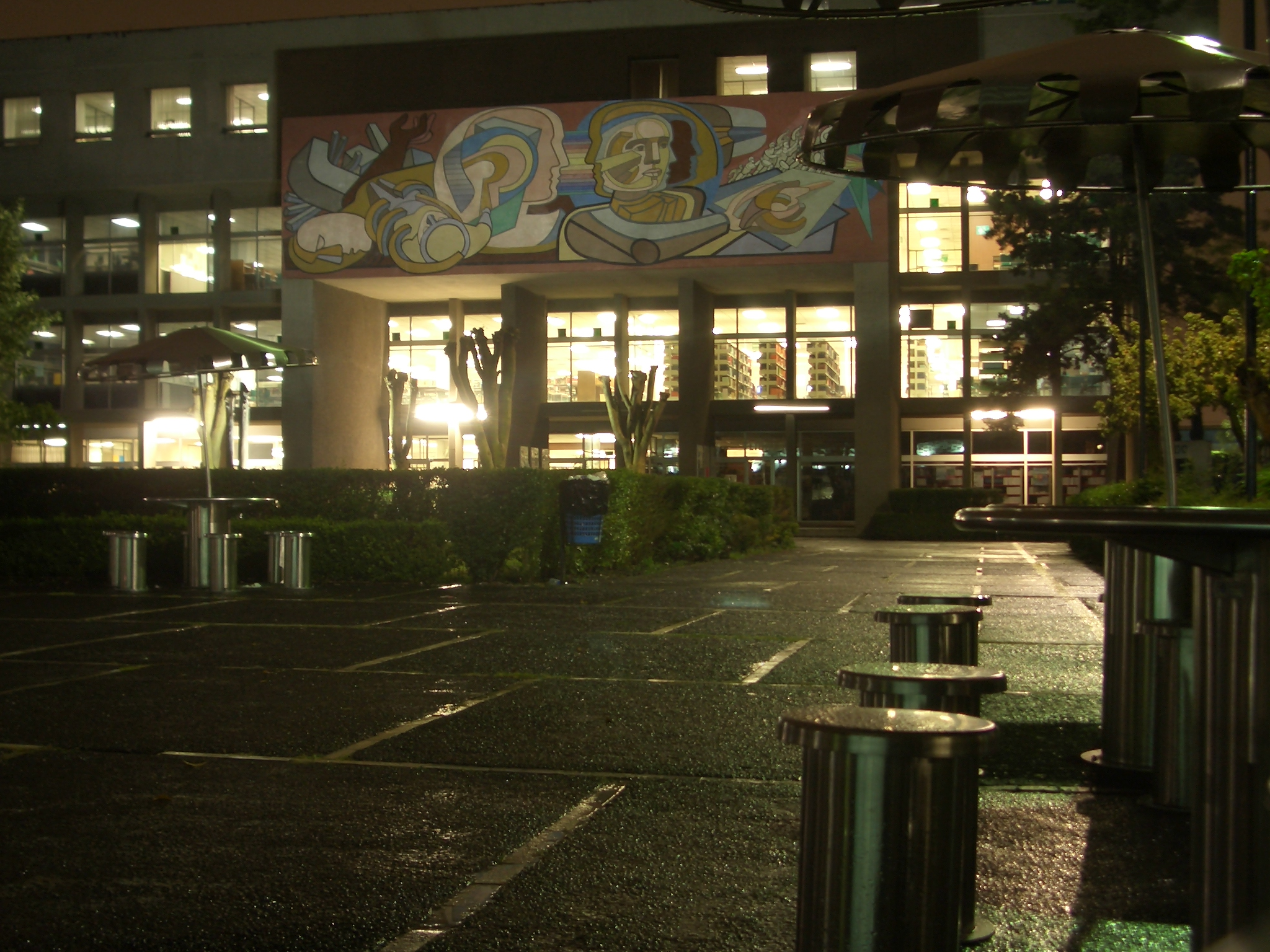
Wandbild über dem Eingangsbereich der Bibliothek der Universidad Autónoma Metropolitana

Im Anschluss lebte er einige Zeit in New York, malte dort mit anderen lateinamerikanischen Künstlern und malte danach wieder figurativ. An der Lock Haven University of Pennsylvania malte er 1971 mit „Las Humanidades“ („Die Geisteswissenschaft“) sein erstes Wandbild in den Vereinigten Staaten, danach von 1972 bis 1973 entstand in der Hell’s Kitchen das Bild „Against Domestic Colonialism“ und in der Dumont High School in New Jersey „Epimeteo“.
Ab 1974 befasste er sich malerisch mit historischen Themen, stellte seine Bilder in den Vereinigten Staaten und mehreren lateinamerikanischen Ländern aus und gab Kurse an der ENPEG in Mexiko-Stadt. Im Centro Social Monte Sinaí (Sozialzentrum Berg Sinai) kann man heute das in den Jahren 1978/1979 entstandene Wandbild mit dem Titel „La migración sefardí en México“ („Die sephardische Migration in Mexiko“) von Belkin sehen und in der Außenstelle Iztapalapa der Universidad Autónoma Metropolitana befindet sich sein 1983 fertiggestelltes, größtes Wandbild.

## Auszeichnungen
- 1963: INBA-Akquisitionspreis für „El Hombre si tiene Futuro“